# Brač - podmorje od Rta Gališnjak do Druge vale
Brač - podmorje od Rta Gališnjak do Druge vale este o arie protejată (sit de importanță comunitară — SCI) din Croația întinsă pe o suprafață de 347,19 ha, integral marine.

## Localizare
Centrul sitului Brač - podmorje od Rta Gališnjak do Druge vale este situat la coordonatele 43°15′40″N 16°46′55″E / 43.261°N 16.782°E.

## Înființare
Situl Brač - podmorje od Rta Gališnjak do Druge vale a fost declarat sit de importanță comunitară în iulie 2013 pentru a proteja un număr necunoscut de specii din flora spontană și fauna sălbatică aflate în arealul zonei.

## Biodiversitate
Situată în ecoregiunea marină mediteraneană, aria protejată conține 3 habitate naturale: Bancuri de nisip acoperite în permanență slab de apă marină, Straturi cu Posidonia (Posidonion oceanicae), Terase mlăștinoase și terase nisipoase neacoperite de apă la reflux.
La baza desemnării sitului se află un număr nedeclarat de specii protejate.